# Максимович Всеволод Миколайович
Всеволод Миколайович Максимович (*1894, Полтава, Російська імперія — †3 травня 1914, Москва, Російська імперія) — український художник-авангардист початку XX століття, один з найяскравіших українських художників-представників стилю модерн.

## Життєпис
Народився в Полтаві. Належав до нудистської спортивної колонії художника Івана Мясоєдова. Той свій гурток називав «Садом богів» і присвятив його насолоді красою тіла. Молодь роздягалася догола й у такому вигляді позувала для картин.
У 17 років він поїхав здобувати освіту до Москви, в «Московське училище живопису, скульптури та архітектури». Максимович наймався в студії архітектора Івана Рерберга (автора проєкту Київського вокзалу в Москві). Разом з ним навчалися Давид Бурлюк та Володимир Маяковський. Вони познайомили молодого полтавця з художниками-футуристами.
Розквіт творчості Максимовича припадає на 1912—1914, коли створив найвидатніші роботи — величезні панно, в яких відчутно вплив ар-нуво Обрі Бердслі. У своїх картинах Всеволод Максимович використовував величезну кількість художніх засобів. Найважливішими образами для нього були образи античності. Його картини занурені в прадавність, відновлюють архаїчний культ плодючості. На них — нескінченні гірлянди з рослинних візерунків, якими обплетені персонажі, що скидаються на олімпійських богатирів. В роботах Максимовича простежується манера філігранного письма Обрі Бердслі, Юліуса Дітца, Томаса Теодора Гейне й Костянтина Сомова, а також їхніх московських послідовників — Миколи Феофілактова і Василя Міліоті. В них також вгадується вплив традицій Петербурзької академії мистецтв де молодий художник ознайомився з творами російських, українських і польських майстрів — таких як Степан Бакалович, Вільгельм Котарбінський та Генріх Семирадський і їх вірних послідовників Ісака Бродського, Федора Кричевського й Івана Мясоєдова.
Всеволод Максимович намагався вести богемний спосіб життя, захопився наркотиками та алкоголем. У 1914 році він зіграв головну роль в авангардному фільмі «Драма в кабаре футуристів», а невдовзі покінчив життя самогубством. Напевне, каталізатором цього вчинку був провал перед тим його персональної виставки в Москві. За іншою версією самогубство спричинило нещасливе кохання.

## Визнання
Картини Максимовича після його самогубства залишилися в Москві, їх зберегла Надія Миколаєва (дівчина, в яку був закоханий Максимович). 1925 року десяток полотен викупив мистецтвознавець Федір Ернст для Всеукраїнського історичного музею. А вже через кілька років, коли футуризм визнали «нерадянським», картини митця списали, зняли з підрамників, змотали в рулони й віднесли до сховища.
Нове відкриття самобутньої творчості Всеволода Максимовича і сплеск інтересу до неї стався завдяки виставці «Перехрестя. Модернізм в Україні, 1910 — 1930», що відбулася в 2007 в Нью-Йорку. 2006 року, коли із запасників музею відбирали роботи для виставки в Чиказькому культурному центрі, взяли й кілька картин Всеволода Максимовича. У США твори не відомого доти художника спричинили фурор. Мистецтвознавець Ванкарем Никифорович у статті «Відкриття і потрясіння» назвав їх «приголомшливими за задумом і за технікою виконання». І додав: «Складно повірити, що всі ці чудові картини написав художник, якому було лише 19 років». Стаття в «Нью-Йорк Таймс» починалася словами: «Це просто приголомшливо!». «Для американської публіки це було відкриття нового генія мистецтва», — стверджує Дмитро Горбачов.
Дмитро Горбачов стверджує, що «Всеволод Максимович належить до світових лідерів стилю сецесія. Його ім'я стоїть в одному ряду з геніальними Бердслеєм та Клімтом».

## Галерея

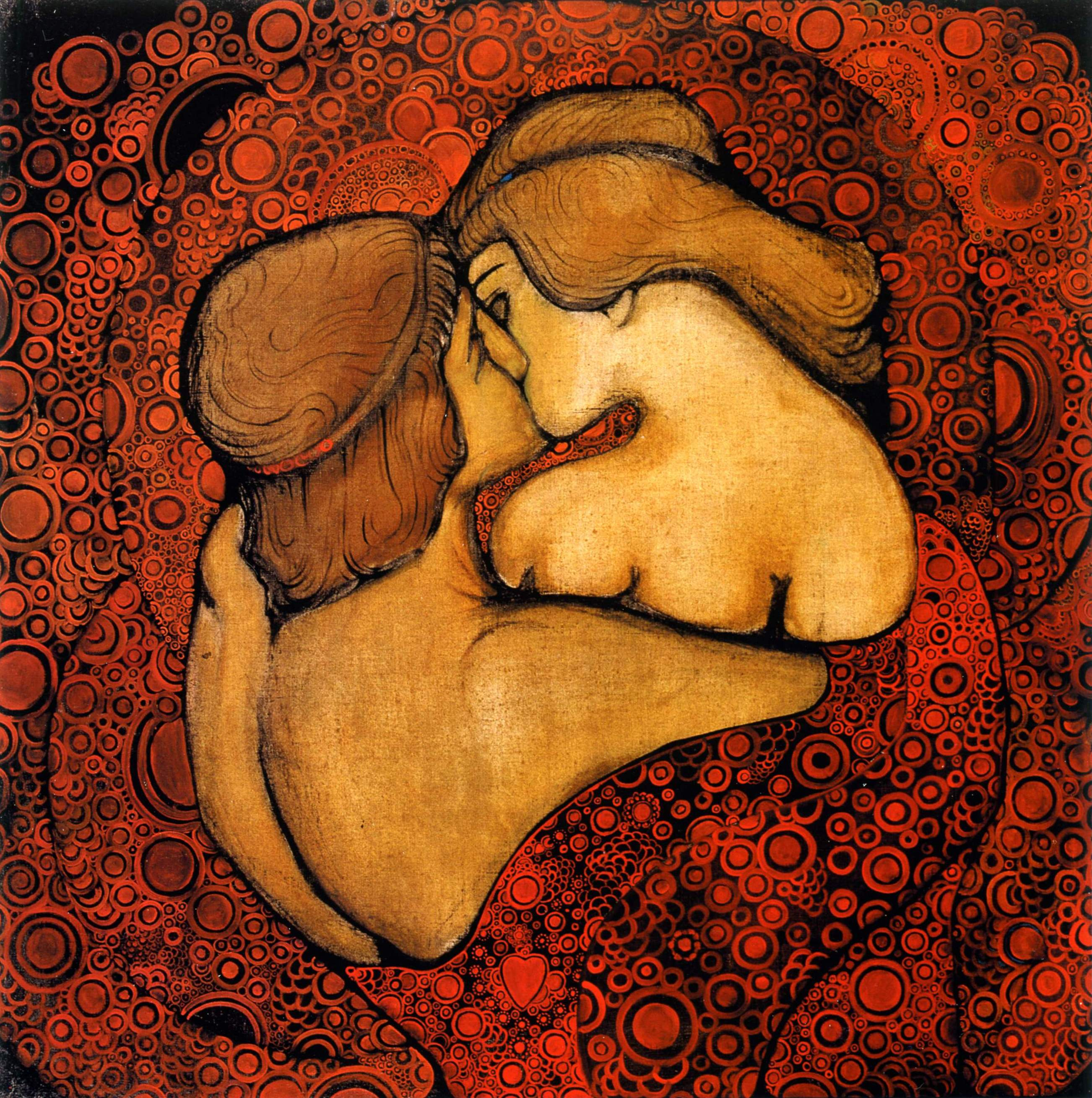
«Поцілунок», 1913
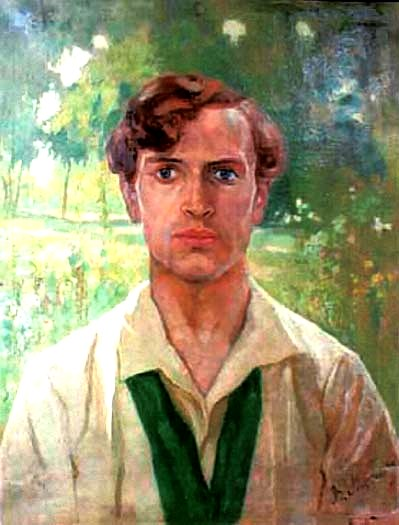
Чоловічий портрет, 1912
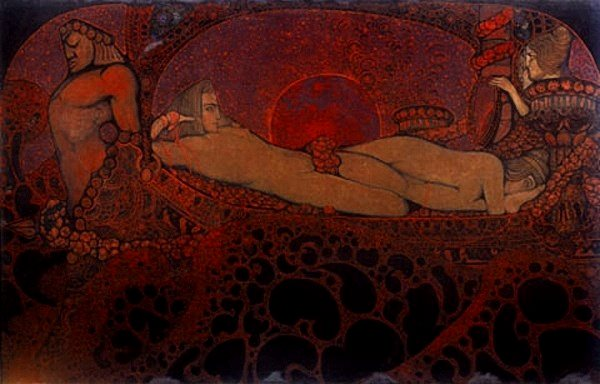
«Аргонавти», 1914
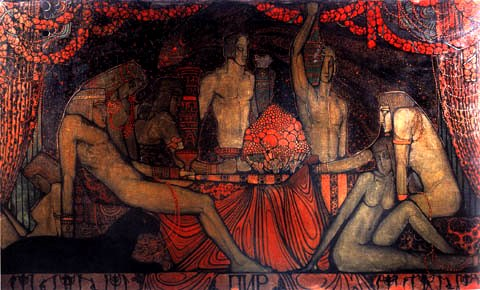
«Бенкет», 1914
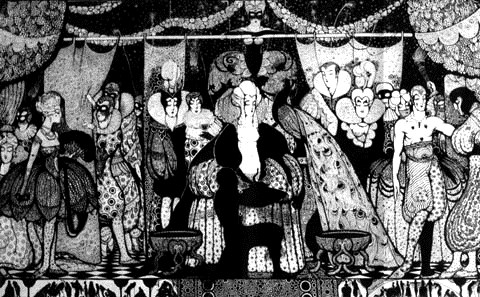
«Карнавал», 1913
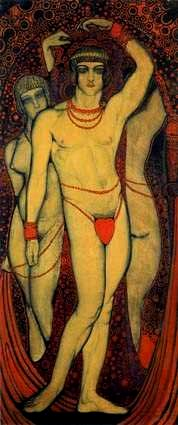
«Нудизм», 1914
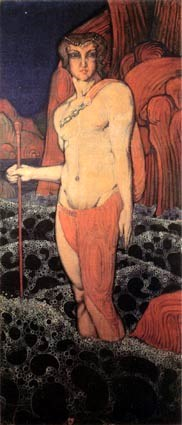
«Тритон»

## Ресурси
- Картини художника представлені на виставці «Перехрестя. Модернізм в Україні, 1910—1930» в Нью-Йорку, (англ.)
- Репродукції робіт
- ЕСУ [Архівовано 15 вересня 2017 у Wayback Machine.]